# درو باتلر
درو باتلر (بالإنجليزية: Drew Butler)‏ هو لاعب كرة قدم أمريكية أمريكي، ولد في 10 مايو 1989 في دولوث في الولايات المتحدة.

## وصلات خارجية
- درو باتلر على موقع مرجع كرة القدم المحترفة.كوم (الإنجليزية)